# Škoda Czechoslovak Open 1992
Škoda Czechoslovak Open 1992 byl tenisový turnaj pořádaný jako součást mužského okruhu ATP Tour, který se hrál na antukových dvorcích štvanického areálu. Konal se mezi 10. až 16. srpnem 1992 v československé metropoli Praze jako šestý ročník turnaje.
Turnaj s rozpočtem 365 000 dolarů byl součástí kategorie World Series Designated Week. Nejvýše nasazeným hráčem ve dvouhře se stal obhájce a hráč světa Karel Nováček z Československa. Singlový titul opět získal Nováček, který tak vybojoval jubilejní desátou kariérní trofej ve dvouhře z celkového počtu třinácti vítězství. Deblovou soutěž vyhrála československá dvojice Karel Nováček a Branislav Stankovič.

## Mužská dvouhra

### Nasazení
| Stát           | Hráč                   | ATP | Nasazení |
| -------------- | ---------------------- | --- | -------- |
| Československo | Karel Nováček          | 26. | 1.       |
| Španělsko      | Jordi Arrese           | 28. | 2.       |
| Uruguay        | Marcelo Filippini      | 50. | 3.       |
| Argentina      | Guillermo Pérez Roldán | 59. | 4.       |
| Itálie         | Renzo Furlan           | 52. | 5.       |
| Chorvatsko     | Goran Prpić            | 54. | 6.       |
| Rakousko       | Horst Skoff            | 74. | 7.       |
| Švédsko        | Goran Prpić            | 71. | 8.       |

### Jiné formy účasti
Následující hráči obdrželi divokou kartu do hlavní soutěže:
- Karol Kučera
- Cyril Suk
- Marián Vajda

Následující hráči postoupili z kvalifikace:
- Diego Pérez
- Florian Krumrey
- Carsten Arriens
- Václav Roubíček

## Mužská čtyřhra

### Nasazení
| Stát                                                          | Hráč           | Stát           | Hráč        | ATP  | Nasazení |
| ------------------------------------------------------------- | -------------- | -------------- | ----------- | ---- | -------- |
| Československo                                                | Vojtěch Flégl  | Československo | Cyril Suk   | 115. | 1.       |
| Československo                                                | Libor Pimek    | Keňa           | Paul Wekesa | 135. | 2.       |
| Československo                                                | Martin Damm    | Československo | David Rikl  | 196. | 3.       |
| Švédsko                                                       | Per Henricsson | Švédsko        | Ola Jonsson | 293. | 4.       |
| číslo „ATP“ je součtem žebříčkového postavení obou členů páru |                |                |             |      |          |

### Jiné formy účasti
Následující pár postoupil do hlavní soutěže z kvalifikace:
- Vladimir Gabričidze /  David Katčarava

## Přehled finále

### Mužská dvouhra
- Karel Nováček vs.  Franco Davín, 6–1, 6–1

### Mužská čtyřhra
- Karel Nováček /  Branislav Stankovič vs.  Jonas Björkman /  Jon Ireland, 7–5, 6–1